# موريس بلاك
موريس بلاك (بالإنجليزية: Maurice Black)‏ مواليد 14 يناير 1891 في كوينز، الولايات المتحدة - الوفاة 18 يناير 1938 في هوليوود، كاليفورنيا، الولايات المتحدة، هو ممثل أمريكي بدأ مسيرته الفنية سنة 1928. شارك في قرابة 100 فلما. من أعماله الصفحة الأولى.

## روابط خارجية
- موريس بلاك على موقع IMDb (الإنجليزية)
- موريس بلاك على موقع قاعدة بيانات برودواي على الإنترنت (الإنجليزية)
- موريس بلاك على موقع قاعدة بيانات الفيلم (الإنجليزية)